# Alosidae
Alosidae hay còn được biết đến với tên gọi là cá trích mình dày hay cá mòi dầu, nguyên là một phân họ trong họ Cá trích (Clupeidae) sensu lato. Nghiên cứu năm 2022 nâng cấp nó thành họ độc lập với Clupeidae.
Hiện nay họ này chứa khoảng 32 loài trong 4 chi. Chúng sinh sống trong các tầng nước mở.

## Các chi
- - Alosa (gồm cả Caspialosa) - 24 loài.
  - Brevoortia - 6 loài.
  - Sardina - 1 loài (Sardina pilchardus).
  - Sardinops - 1 loài (Sardinops sagax).